# Conrad Looft

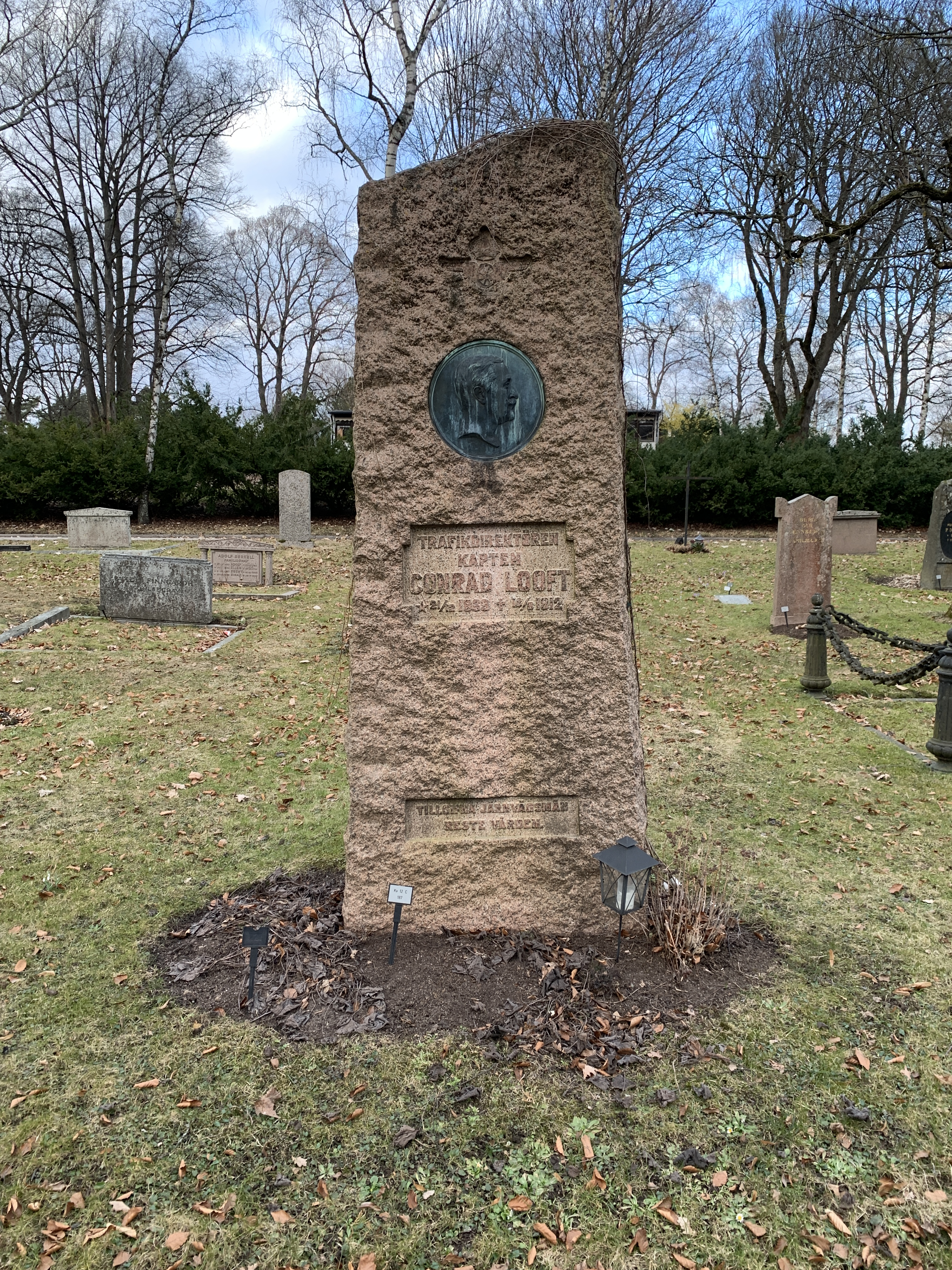
Conrad Loofts grav på Norra begravningsplatsen.

Conrad Martin Looft, född 21 december 1869 i Århus, död 16 juni 1912 i en järnvägsolycka vid Malmslätt, var en svensk militär och trafikdirektör. Han var far till Sonja Looft.
Looft avlade mogenhetsexamen 1887, blev underlöjtnant vid Norra skånska infanteriregementet 1889, utexaminerades från Krigshögskolan 1894, blev löjtnant 1895, erhöll avsked med tillstånd att med denna grad kvarstå i regementets reserv 1901 och blev kapten i armén 1906. Han blev bokhållare i Järnvägsstyrelsen 1898, notarie i dess trafikbyrå 1899, trafikinspektör vid Statens Järnvägars tredje distrikt i Malmö 1901 och vid  första distriktet i Stockholm 1901, trafikinspektör av första klass 1907 och trafikdirektör 1912.
Looft är begravd på Norra begravningsplatsen i Stockholm.